# كنوت أ. ياكوبسن
كنوت أ. ياكوبسن (بالنرويجية: Knut A. Jacobsen)‏ (و. 1956  م) هو بروفيسور نرويجي.

## التعليم
تعلم في جامعة كاليفورنيا، سانتا باربرا.